# إدوارد جي. دولينج
إدوارد جي. دولينج هو سياسي أمريكي، (و. 1875  م). نشط حزبياً في الحزب الديمقراطي. وقد انتخب عضو مجلس ولاية نيويورك ‏.